# HeartCatch Pretty Cure!
HeartCatch Pretty Cure! (ハートキャッチプリキュア！?, Hātokyatchi Purikyua!, HeartCatch Precure!) è la settima serie anime del franchise di Pretty Cure, creata da Izumi Tōdō e prodotta dalla Toei Animation. Trasmessa in Giappone su TV Asahi dal 7 febbraio 2010 al 30 gennaio 2011, in Italia la serie è stata acquistata dalla Rai, che l'ha mandata in onda su Rai 2 dal 16 febbraio al 7 settembre 2013.
La serie ha vinto il premio come miglior character design alla decima edizione dei Tokyo Anime Awards; il film è stato candidato ai Kidscreen Awards 2012 nella categoria Best One-off, Special or TV Movie.
HeartCatch Pretty Cure! è preceduta da Fresh Pretty Cure! e seguita da Suite Pretty Cure♪.

## Trama
Tsubomi Hanasaki, una studentessa di seconda media che adora le piante, si trasferisce insieme ai genitori nella città di Kibōgahana a casa della nonna. Dopo il primo giorno di scuola all'Accademia Myōdō, durante il quale conosce la sua nuova vicina di casa, l'eccentrica Erika Kurumi, incontra Chypre e Coffret, due folletti che popolano i suoi sogni insieme a Cure Moonlight e all'Albero del Cuore. Chypre e Coffret le chiedono di diventare una Pretty Cure per proteggere l'Albero del Cuore dai Messaggeri del Deserto, che vogliono farlo appassire in modo che il mondo si trasformi in un enorme deserto: quando il Fiore del Cuore di Erika viene rubato, Tsubomi non ha altra scelta che trasformarsi in Cure Blossom e combattere.
In seguito, a lei si aggiungono altre tre Pretty Cure: la stessa Erika si trasforma in Cure Marine, la mascolina Itsuki Myōdōin diventa Cure Sunshine e la fredda Yuri Tsukikage riassume invece l'identità di Cure Moonlight.

## Personaggi

### Pretty Cure
Tsubomi Hanasaki (花咲 つぼみ?, Hanasaki Tsubomi) / Cure Blossom (キュアブロッサム?, Kyua Burossamu)
Doppiata da: Nana Mizuki (ed. giapponese), Joy Saltarelli (ed. italiana)
Ha 14 anni e frequenta la seconda media all'Accademia Myōdō. Molto timida e introversa, questo lato del suo carattere la fa soffrire e vede il cambio di scuola come un'opportunità per cambiare se stessa; infatti, dopo aver incontrato Erika, della quale inizialmente non ama il carattere esplosivo, comincia a diventare più estroversa e supera la timidezza. È brava in giapponese e in generale le piace studiare, ma è una frana negli sport, cosa che si ripercuote anche nelle sue prestazioni da Pretty Cure. Amante dei fiori, vorrebbe diventare una botanica e per questo le piacerebbe entrare nel club di giardinaggio della scuola, ma viene trascinata in quello di moda da Erika; alla fine, comunque, decide di voler fare l'astronauta per tornare ancora una volta nello spazio, dove le Pretty Cure hanno combattuto la battaglia finale. Si è appena trasferita da Kamakura a Kibōgahana insieme ai propri genitori, che aprono l'Hanasaki Flower Shop. In città vive anche la nonna Kaoruko, che l'ha cresciuta mentre i genitori erano occupati con il lavoro: l'anziana signora, alla quale è molto affezionata, le ha trasmesso la propria passione per i fiori e le ha insegnato numerosi proverbi. Soffre di vertigini e ha una cotta per la versione umana di Coupé e per Itsuki, ma quando scopre che quest'ultima è una ragazza il suo sentimento passa da amore ad ammirazione. È figlia unica, ma in seguito le nasce una sorellina, Futaba. Si trasforma in Cure Blossom, la Pretty Cure dei Fiori, il cui simbolo è il bocciolo di ciliegio. La sua frase simbolo è "Adesso basta. Ne ho avuto abbastanza, sono stufa!" (「私、堪忍袋の緒が切れました！」?, "Watashi, kanninbukuro no o ga kiremashita!").
Erika Kurumi (来海 えりか?, Kurumi Erika) / Cure Marine (キュアマリン?, Kyua Marin)
Doppiata da: Fumie Mizusawa (ed. giapponese), Monica Volpe (ed. italiana)
Ha 14 anni e frequenta la seconda media all'Accademia Myōdō. Molto creativa e allegra, è la presidentessa del club di moda e spera di diventare una stilista: pur essendo ancora lontana dalla realizzazione del suo sogno, disegna già abiti tutti suoi e riesce anche a prendere le misure a vista. Ha una personalità forte e attiva, sebbene in fondo sia piuttosto sensibile alle critiche, e dice sempre quello che pensa. Vicina di casa di Tsubomi, la sua esuberanza travolge i suoi amici e sua madre è la proprietaria del negozio di moda Fairy Drop. Inizialmente è gelosa della bellezza e del fascino della sorella maggiore Momoka, che fa la modella pur essendo ancora alle superiori. Si trasforma in Cure Marine, la Pretty Cure dell'Oceano, il cui simbolo è la cosmea pur avendo come Fiore del Cuore il ciclamino. La sua frase simbolo è "Persino una persona come me, con il cuore vasto come l'oceano, è arrivata al limite!" (「海より広いあたしの心も、ここらが我慢の限界よ！」?, "Umi yori hiroi atashi no kokoro mo, kokora ga gaman no genkai yo!").
Itsuki Myōdōin (明堂院 いつき?, Myōdōin Itsuki) / Cure Sunshine (キュアサンシャイン?, Kyua Sanshain)
Doppiata da: Hōko Kuwashima (ed. giapponese), Tatiana Dessi (ed. italiana)
Ha 14 anni e frequenta la seconda media all'Accademia Myōdō. Nipote del preside e presidentessa del consiglio studentesco, pur essendo una ragazza, ha deciso di tenere un comportamento maschile per succedere come erede della scuola e del dojo della sua famiglia al posto del fratello maggiore Satsuki, molto malato. Appare così come un ragazzo gentile, affascinante e atletico, con maniere raffinate che attraggono molti sostenitori e fan. Nonostante l'aspetto e la pratica dell'aikidō, ha una vera passione per le bambole e i merletti, ma esita a entrare nel club di moda perché ama le arti marziali; in seguito comprende di amare entrambe le cose in egual misura e, decidendo di non negare più quello che prova, si unisce al club di moda, senza però trascurare gli allenamenti. Col miglioramento delle condizioni fisiche del fratello e la frequentazione di Erika e Tsubomi, si lascia andare un po', tanto che alla fine la si vede portare i capelli poco più lunghi e l'uniforme scolastica femminile. Si trasforma in Cure Sunshine, la Pretty Cure del Sole, il cui simbolo è il girasole pur avendo come Fiore del Cuore la peonia. La sua frase simbolo è "Illuminerò l'oscurità nel tuo cuore, con la mia luce rischiarerò le tue tenebre!" (「その心の闇、私の光で照らしてみせる！」?, "Sono kokoro no yami, watashi no hikari de terashite miseru!").
Yuri Tsukikage (月影 ゆり?, Tsukikage Yuri) / Cure Moonlight (キュアムーンライト?, Kyua Mūnraito)
Doppiata da: Aya Hisakawa (ed. giapponese), Chiara Gioncardi (ed. italiana)
Ha 17 anni e frequenta la seconda superiore all'Accademia Myōdō. Ha un carattere freddo e distaccato, ed è molto matura e giudiziosa. Studentessa migliore del suo anno, è amica e compagna di classe di Momoka, la sorella maggiore di Erika, che aiuta con le lezioni condividendo gli appunti, pur non essendo le due molto intime. Suo padre, un biologo botanico, è scomparso in Francia durante la ricerca dell'Albero del Cuore. All'inizio della storia, viene sconfitta da Dark Pretty Cure e il suo Seme di guerriera viene spezzato, rendendole impossibile trasformarsi ancora. Dato che la sua fata è morta per proteggerla, non può avere un altro Seme e, afflitta da questo, non è molto disposta ad aiutare le nuove Pretty Cure, ma l'Albero del Cuore e il Porta Semi del Cuore in seguito riparano il suo Seme, permettendole di tornare a svolgere il suo ruolo. Riesce anche a capire che deve accettare l'aiuto degli altri e che Cologne non è morto a causa sua. Si trasforma in Cure Moonlight, la Pretty Cure del chiaro di Luna, il cui simbolo è la rosa pur avendo come Fiore del Cuore il giglio. La sua frase simbolo è "Finché esisteranno cuori colmi di sentimenti, io continuerò a combattere per loro!" (「全ての心が満ちるまで、私は戦い続ける！」?, "Subete no kokoro ga michiru made, watashi wa tatakai tsuzukeru!").

### Messaggeri del Deserto
Dune (デューン?, Dyūn)
Doppiato da: Hikaru Midorikawa (ed. giapponese), Leonardo Graziano (ed. italiana)
È il re dei Messaggeri del Deserto. Sebbene si comporti apparentemente come una persona tranquilla, detesta il concetto di amore e trae forza dal potere dell'odio. Cinquant'anni prima, è sceso sulla Terra per soddisfare il suo desiderio tanto amato di rendere il pianeta un enorme deserto, attraverso l'avvizzimento dell'Albero del Cuore e di tutti i Fiori del Cuore esistenti, ma è stato affrontato e sconfitto da Cure Flower, la quale ne ha sigillato il potere e l'ha avvolto in un sonno profondo. Tuttavia, meditando vendetta, ha reso il signor Tsukikage nel professor Sabaku e ha costituito il gruppo dei Messaggeri del Deserto. Agisce nell'ombra con dapprima l'aspetto di un ragazzino dal sorriso enigmatico, ma poi passa all'azione e diventa un giovane uomo, rapendo Kaoruko e recuperando da lei il ciondolo in cui è sigillato il suo potere, facendo appassire l'Albero del Cuore e trasformando così il mondo in un deserto come aveva sempre pianificato. Divenuto un essere di dimensioni planetarie, viene definitivamente sconfitto dall'Infinita Silhouette, unione delle Pretty Cure e folletti.
Professor Sabaku (サバーク博士?, Sabāku-hakase)
Doppiato da: Taiten Kusunoki (ed. giapponese), Alberto Angrisano (ed. italiana)
È il capo in seconda dei Messaggeri del Deserto. È un uomo misterioso che non mostra mai il viso, coprendolo con una maschera. Spera di far morire l'Albero del Cuore e manda in missione i suoi generali per adempiere a tale scopo, donando loro oggetti come il Bracciale Oscuro in grado di potenziare i Desertrian e renderli più violenti. Rotta la maschera, si scopre che in realtà è il padre di Yuri, Hideaki Tsukikage (月影 英明?, Tsukikage Hideaki), scomparso da tre anni, ma incredibilmente invecchiato; durante i suoi studi sull'Albero del Cuore in Francia, ha incontrato il Barone Salamandra, che ha approfittato della sua instabilità e ha permesso a Dune di controllarne la mente attraverso la maschera che indossa. Ha creato Dark Pretty Cure a partire da alcuni dati dell'Albero del Cuore e di Yuri, quindi le due risultano sorelle. Libero dal controllo del male, muore durante un attacco di Dune, facendo da scudo col proprio corpo appena dopo aver ritrovato la figlia.
Dark Pretty Cure (ダークプリキュア?, Dāku Purikyua)
Doppiata da: Minami Takayama (ed. giapponese), Valeria Vidali (ed. italiana)
È il braccio destro di Sabaku, che considera un padre, desiderando realizzare la più grande ambizione dell'uomo. Si definisce l'ombra della luna, mentre Cure Moonlight, che odia, ne rappresenta la luce; il suo obiettivo è trovare quest'ultima e ucciderla per sostituirsi a lei nel cuore di Sabaku. Spietata e dotata di un potere straordinario, riesce a rompere facilmente la trasformazione delle Pretty Cure. Affronta Cure Moonlight in un duro scontro dal quale esce perdente, recuperando pienamente le forze solamente più tardi e con difficoltà. Possiede tre quarti del seme spezzato di Cure Moonlight. Si viene a sapere che è stata creata artificialmente per sconfiggere le Pretty Cure da Sabaku a partire da alcuni dati dell'Albero del Cuore e di Yuri, facendosi così risultare le due sorelle. Muore per mano di quest'ultima in uno scontro.
Sasorina (サソリーナ?, Sasorīna)
Doppiata da: Urara Takano (ed. giapponese), Giò Giò Rapattoni (ed. italiana)
È una donna che fa parte dei tre generali al servizio di Sabaku. Ha un carattere irascibile, ed è una persona diretta che attacca gli avversari con molto impegno. I suoi capelli possono diventare una lunga coda di scorpione, munita di veleno. La maggior parte del tempo è calma e strafottente, finché non succede qualcosa che la manda nel panico; se offesa si arrabbia moltissimo. Riceve da Sabaku il Bracciale Oscuro, oggetto in grado di potenziare i Desertrian, rendendolo più violenti e controllabili dall'interno. Viene sconfitta dalle Pretty Cure, ma rinasce come umana e intraprende la professione di insegnante d'asilo. Il suo nome deriva da "sasori", che in giapponese significa "scorpione".
Kumojacky (クモジャキー?, Kumojakī)
Doppiato da: Eiji Takemoto (ed. giapponese), Guido Di Naccio (ed. italiana)
È un uomo che fa parte dei tre generali al servizio di Sabaku. È un combattente molto passionale, che cerca sempre di creare attacchi più potenti, e ha come arma una spada. Molto fedele ai suoi ideali, ha grande stima di sé ed è a favore degli scontri leali, non attaccando mai un avversario più debole; considera il cuore umano debole. Riceve da Sabaku il Bracciale Oscuro, oggetto in grado di potenziare i Desertrian, rendendolo più violenti e controllabili dall'interno. Viene sconfitto da Cure Marine, ma si risveglia come umano con il nome di Kumamoto (熊本?, Kumamoto) e diventa discepolo della famiglia Myōdōin. Il suo nome deriva da "doku kumo", che in giapponese indica un ragno velenoso.
Cobraja (コブラージャ?, Koburāja)
Doppiato da: Hirofumi Nojima (ed. giapponese), Patrizio Cigliano (ed. italiana)
È un uomo che fa parte dei tre generali al servizio di Sabaku. È un narcisista che si crede bellissimo e cerca sempre di apparire al meglio di sé. Adora le foto e stare sotto i riflettori e utilizza spesso termini francesi quando si esprime. Non va molto d'accordo con Kumojacky perché lo considera brutto e trasandato. Può lanciare autografi letali e considera il cuore umano brutto. Riceve da Sabaku il Bracciale Oscuro, oggetto in grado di potenziare i Desertrian, rendendolo più violenti e controllabili dall'interno. Viene sconfitto da Cure Sunshine, ma si risveglia come umano e intraprende la professione di sarto. Il suo nome deriva da "cobra", l'omonimo rettile.
Snackey (スナッキー?, Sunakkī)
Doppiati da: Chado Horī e Ryō Iwasaki (ed. giapponese)
Sono combattenti al servizio dei Messaggeri del Deserto dall'aspetto simile a scimmie. Sono piuttosto deboli, ma lavorano duramente e vengono utilizzati sia in battaglia che come assistenti, per lo più dai tre generali. Al loro interno sono fatti di sabbia e riescono a dire soltanto "ki-ki-" (「キキッ」?, "kiki-").
Desertrian (デザトリアン?, Dezatorian)
Doppiato da: Tomoko Kaneda (ed. giapponese), Laura Cosenza (ed. italiana)
È il mostro evocato dai Messaggeri del Deserto. Si ottiene fondendo il Fiore del Cuore appassito della vittima al quale è stato estratto con degli oggetti. È usato per distrarre e mettere in difficoltà gli avversari. Le persone alle quali è stato prelevato il Fiore del Cuore perdono conoscenza e il mostro che si sviluppa dà voce ai loro pensieri e preoccupazioni; più forti sono le paure e le sofferenze della persona, più forte è il mostro.
Distruttore del Deserto (デザトデビル?, Dezato Debiru, Desert Devil)
Doppiato da: Takanori Hoshino (ed. giapponese), Paolo Marchese (ed. italiana)
È un mostro simile a Desertrian, nato dal Seme del Deserto creato da Dune, che lo manda sulla Terra per trasformare il pianeta in un deserto e distruggere il Miraggio HeartCatch prima che si attivi. Tuttavia viene sconfitto dalle Super Silhouette, ma in seguito torna e viene nuovamente eliminato.

### Albero del Cuore
Coupé (コッペ?, Koppe)
Doppiato da: Ken'yū Horiuchi (ed. giapponese, soltanto forma umana), ? (ed. italiana, soltanto forma umana)
È un folletto gigante che resta immobile nel giardino botanico di cui si prende cura Kaoruko. Non parla mai e non mostra alcun tipo di reazione, ma tiene sempre d'occhio Tsubomi ed Erika. Avendo affiancato in passato la leggendaria Cure Flower, è molto ammirato da Chypre e Coffret e tutti i folletti aspirano a diventare come lui. Ha ottime capacità combattive e ha l'abilità di trasformarsi in umano, prendendo le sembianze del marito defunto di Kaoruko e aiutando qualche volta le Pretty Cure quando sono nei guai, creando una tempesta di petali di ciliegio.
Chypre (シプレ?, Shipure)
Doppiata da: Taeko Kawata (ed. giapponese), Monica Bertolotti (ed. italiana)
Una dei folletti il cui compito è proteggere l'Albero del Cuore, per salvarlo deve trovare le Leggendarie Guerriere, e per questo dona a Tsubomi il Seme delle Pretty Cure, che, attivando il Profumo del Cuore, le permette di trasformarsi. È molto calma e dolce. Diventa la partner di Cure Blossom, con cui va molto d'accordo. Ha il potere di dar vita ai Semi del Cuore: si dice che, se li si raccoglie, accadrà un miracolo. Come tutti i folletti, Chypre si può trasformare in un mantello, permettendo a Cure Blossom di volare.
Coffret (コフレ?, Kofure)
Doppiato da: Motoko Kumai (ed. giapponese), Paola Majano (ed. italiana)
Uno dei folletti il cui compito è proteggere l'Albero del Cuore, a questo scopo dona ad Erika il potere per trasformarsi in Pretty Cure. È impertinente e sfacciato e anche lui ha il potere di creare i Semi del Cuore. Diventa il partner di Cure Marine, la quale lo considera il suo fratellino nonostante i due battibeccano sempre. Come tutti i folletti, Coffret si può trasformare in un mantello, permettendo a Cure Marine di volare.
Potpourri (ポプリ?, Popuri)
Doppiata da: Kokoro Kikuchi (ed. giapponese), Eleonora Reti (ed. italiana)
È un nuovo folletto nato dall'Albero del Cuore, grazie all'attività benefica delle Pretty Cure, che hanno raccolto i Semi del Cuore permettendo all'albero di rifiorire. A volte è una monella, ma vuole davvero proteggere le Pretty Cure e l'Albero del Cuore. Diventa la partner di Cure Sunshine e le due stringono subito amicizia. Porta sempre con sé un Seme del Cuore arancio per aprire il Palazzo delle Pretty Cure e ha grandi poteri difensivi, che le permettono di creare una potente barriera a forma di girasole. Come tutti i folletti, Potpourri si può trasformare in un mantello, permettendo a Cure Sunshine di volare.
Cologne (コロン?, Koron)
Doppiato da: Akira Ishida (ed. giapponese), Corrado Conforti (ed. italiana)
Il folletto di Cure Moonlight, grazie a lui la ragazza ha superato la tristezza per la scomparsa del padre, ma poco dopo Cologne è morto, sacrificandosi per salvarla. Era maturo e pacato. Il suo spirito, però, è stato custodito dall'Albero del Cuore, permettendogli, in seguito, di salutare Yuri un'ultima volta. Ha accudito Chypre e Coffret dalla nascita, comportandosi come un fratello maggiore.

#### Ombre delle Pretty Cure
Sono le ombre delle Pretty Cure, create dal Miraggio HeartCatch e affrontate per far superare loro la prova in se stesse.
Ombra di Cure Blossom (キュアブロッサム ミラージュ?, Kyua Burossamu Mirāju, Cure Blossom Mirage)
Doppiata da: Nana Mizuki (ed. giapponese), Joy Saltarelli (ed. italiana)
È l'ombra di Cure Blossom. Crede che Tsubomi non cambierà mai la sua parte timida e introversa, dicendole di rinunciare o continuando si farà solo del male.
Ombra di Cure Marine (キュアマリン ミラージュ?, Kyua Marin Mirāju, Cure Marine Mirage)
Doppiata da: Fumie Mizusawa (ed. giapponese), Monica Volpe (ed. italiana)
È l'ombra di Cure Marine. È gelosa della bellezza di Momoka, sorella di Erika, non potendo competere con lei.
Ombra di Cure Sunshine (キュアサンシャイン ミラージュ?, Kyua Sanshain Mirāju, Cure Sunshine Mirage)
Doppiata da: Hōko Kuwashima (ed. giapponese), Tatiana Dessi (ed. italiana)
È l'ombra di Cure Sunshine. Sente di dover reprimere il suo lato femminile al fine di proteggere il fratello maggiore Satsuki e il futuro del dojo di famiglia.
Ombra di Cure Moonlight (キュアムーンライト ミラージュ?, Kyua Mūnraito Mirāju, Cure Moonlight Mirage)
Doppiata da: Aya Hisakawa (ed. giapponese), Chiara Gioncardi (ed. italiana)
È l'ombra di Cure Moonlight. È dispiaciuta di aver fatto morire Cologne senza averlo protetto, giudicandosi debole.

### Altri personaggi
Kaoruko Hanasaki (花咲 薫子?, Hanasaki Kaoruko) / Cure Flower (キュアフラワー?, Kyua Furawā)
Doppiata da: Chika Sakamoto (ed. giapponese), Noemi Gifuni / Valentina Favazza (da giovane e da Pretty Cure) (ed. italiana)
La nonna sessantasettenne di Tsubomi, è una brava giardiniera e la direttrice del giardino botanico della città. È saggia e gentile ed il suo fiore preferito è la lavanda. Tsubomi le è affezionata, visto che da piccola trascorreva molto tempo con lei quando i genitori lavoravano. Il suo cognome da nubile era Godai (五代?, Godai) e in gioventù è stata la più giovane campionessa di judo. Avendo ricoperto il ruolo di Cure Flower, predecessora di Cure Moonlight, fa da confidente alle nuove Pretty Cure. Cinquanta anni prima ha sconfitto Dune, portando così, però, alla distruzione del suo Seme delle Pretty Cure; tuttavia, in una circostanza, esprime il desiderio di trasformarsi ancora una volta per aiutare Tsubomi e le altre ragazze. Come Cure Flower, è la Pretty Cure dei Fiori, il cui simbolo è il loto. Conosce l'identità di Sabaku e porta al collo un ciondolo in cui ha sigillato il potere di Dune; quest'ultimo però, dopo molto tempo, recupera l'oggetto e rapisce la donna, che viene in seguito liberata dalle Pretty Cure.
Cure Rose (キュアローズ?, Kyua Rōzu)
La predecessora di Cure Flower.
Mizuki Hanasaki (花咲 みずき?, Hanasaki Mizuki)
Doppiata da: Yūko Katō (ed. giapponese), Daniela Abbruzzese (ed. italiana)
La madre di Tsubomi, gestisce l'Hanasaki Flower Shop con il marito. In passato ha lavorato per la catena di negozi di fiori Red Florian, dove ha incontrato Yoichi di cui si è innamorata a prima vista. Senza rendersi conto, i due sono stati spesso impegnati con il lavoro che li ha tenuti lontano da casa; in seguito scelgono di abbandonare e aprono un negozio di fiori, facendo così in modo che la famiglia rimanga unita. Dopo Tsubomi, rimane incinta una seconda volta e nasce Futaba.
Yoichi Hanasaki (花咲 陽一?, Hanasaki Yōichi)
Doppiato da: Nobuaki Kanemitsu (ed. giapponese), Sergio Lucchetti (ed. italiana)
Il padre di Tsubomi, gestisce l'Hanasaki Flower Shop con la moglie. È l'unico figlio di Kaoruko e in passato ha svolto il ruolo di professore di botanica all'università. I suoi studi l'hanno portato a viaggiare in giro per il mondo, dove ha incontrato Mizuki, sua futura moglie, ma alla fine ha scelto di fare il fiorista in modo che la famiglia potesse stare insieme e non soffrire le distanze.
Futaba Hanasaki (花咲 ふたば?, Hanasaki Futaba)
La sorellina minore di Tsubomi, nasce alla fine della serie. La si vede poi nelle ultime scene, all'età di 5-6 anni, mentre ammira una foto delle Pretty Cure, stringendo tra le mani il Profumo del Cuore di Tsubomi.
Sora Hanasaki (花咲 空?, Hanasaki Sora)
Doppiato da: Ken'yū Horiuchi (ed. giapponese), ? (ed. italiana)
Nonno di Tsubomi e marito di Kaoruko, è morto appena dopo la nascita del figlio e faceva il violoncellista.
Sakura Kurumi (来海 さくら?, Kurumi Sakura)
Doppiata da: Hyo-sei (ed. giapponese), Roberta De Roberto (ed. italiana)
La madre di Erika, gestisce il negozio Fairy Drop e crea nuove linee di abiti. Ha fatto anche la modella e conosce la madre di Yayoi, una delle protagoniste di Smile Pretty Cure!.
Ryunosuke Kurumi (来海 流之助?, Kurumi Ryunosuke)
Doppiato da: Kōichi Tōchika (ed. giapponese), Stefano Billi (ed. italiana)
Il padre di Erika, è un famoso fotografo che ha vinto numerosi premi internazionali. Adora fotografare le figlie e quando può dà una mano nel negozio Fairy Drop della moglie.
Momoka Kurumi (来海 ももか?, Kurumi Momoka)
Doppiata da: Shizuka Itō (ed. giapponese), Daniela Calò (ed. italiana)
La sorella maggiore di Erika, ha 17 anni e frequenta il secondo anno delle superiori all'Accademia Myōdō. È una modella part-time fin dalle elementari ed è gelosa del fatto che Erika abbia degli amici, mentre lei non ha mai avuto il tempo di farseli. Con Erika ha un rapporto litigioso, ma tra le due c'è un profondo legame. È compagna di classe di Yuri, la quale l'aiuta con le lezioni condividendo gli appunti, pur non essendo le due molto intime, poiché Momoka è spesso assente per via degli impegni lavorativi.
Tsubaki Myōdōin (明堂院 つばき?, Myōdōin Tsubaki)
Doppiata da: Atsuko Yuya (ed. giapponese), Carolina Zaccarini (ed. italiana)
La madre di Itsuki, è l'unica figlia di Gentaro. Essendo una donna, non ha potuto ereditare la tecnica di combattimento, destinata al primogenito maschio: il diritto è passato quindi al figlio Satsuki, ma, essendo il ragazzo cagionevole di salute, è stata Itsuki a ereditare la tecnica.
Satsuki Myōdōin (明堂院 さつき?, Myōdōin Satsuki)
Doppiato da: Tomoaki Maeno / Shiho Hisajima (all'età di 7 anni) (ed. giapponese), Niccolò Guidi / Paola Majano (all'età di 7 anni) (ed. italiana)
Il fratello maggiore di Itsuki, è malato e sta su una sedia a rotelle perché non riesce a camminare bene; in seguito subisce un intervento chirurgico che migliora le sue prestazioni fisiche. All'inizio era un grande lottatore di arti marziali, cosa che ha influenzato molto Itsuki. Sostiene Itsuki e sa quanti sforzi faccia la ragazza sacrificando i suoi interessi per le arti marziali che lui non ha potuto continuare per via della malattia che l'ha colpito.
Gentaro Myōdōin (明堂院 厳太郎?, Myōdōin Gentarō)
Doppiato da: Hiroshi Naka (ed. giapponese), Pierluigi Astore (ed. italiana)
Il nonno di Itsuki, è il proprietario del dojo locale ed è anche il preside dell'Accademia Myōdō. È un uomo molto rigido ma onesto.
Haruna Tsukikage (月影 はるな?, Tsukikage Haruna)
Doppiata da: Rei Sakuma (ed. giapponese), Monica Gravina (ed. italiana)
La madre di Yuri, lavora come commessa in un negozio alla stazione.
Professoressa Tsurusaki (鶴崎先生?, Tsurusaki-sensei)
Doppiata da: Hiroko Ushida (ed. giapponese), Michela Alborghetti (ed. italiana)
È la professoressa di Erika e Tsubomi, severa ma affidabile. Ha paura dei fantasmi.
Nanami Shiku (志久 ななみ?, Shiku Nanami)
Doppiata da: Yukiyo Fujii (ed. giapponese), Veronica Puccio (ep. 1) / Eva Padoan (ed. italiana)
È una compagna di classe di Erika e Tsubomi. Da quando la madre è morta un anno prima, ricopre questo ruolo nei confronti della sorellina Rumi. Pur sentendo la mancanza della madre, cerca di sorridere sempre, nascondendo quello che prova, perché la donna le ha insegnato che con un sorriso passa tutto. Entra nel club della moda, ma ha poco tempo da dedicarvi.
Toshiko Sakuma (佐久間 としこ?, Sakuma Toshiko)
Doppiata da: Seiko Yoshida (ed. giapponese), Valentina Pallavicino (ep. 1) / Alessandra Sani (ed. italiana)
Compagna di classe di Tsubomi e Erika, viene convinta da quest'ultima ad entrare nel club di moda.
Naomi Sawai (沢井 なおみ?, Sawai Naomi)
Doppiata da: Yukiko Hanioka (ed. giapponese), Roberta De Roberto (ep. 1) / Barbara Pitotti (ed. italiana)
Compagna di classe di Tsubomi e Erika, viene convinta da quest'ultima ad entrare nel club di moda. È una ragazza molto timida e introversa, che vorrebbe diventare buona amica di Itsuki, che ammira, ma non sa come fare; successivamente si apre agli altri e ci riesce.
Rumiko Kuroda (黒田 るみこ?, Kuroda Rumiko)
Doppiata da: Tomo Adachi (ed. giapponese), Veronica Puccio (ed. italiana)
Compagna di classe di Tsubomi e Erika, viene convinta da quest'ultima ad entrare nel club di moda. Porta gli occhiali e ha un fratello maggiore.
Kanae Tada (多田 かなえ?, Tada Kanae)
Doppiata da: Sachiko Kojima (ed. giapponese), Antonella Baldini (ed. italiana)
Compagna di classe di Erika e Tsubomi, adora fotografare scene buffe e imbarazzanti, che portano però numerose lamentele da parte dei soggetti immortalati. Non vede l'ora di fare una foto alle Pretty Cure. È una fan del padre di Erika, che considera un grande fotografo.
Sayaka Ueshima (上島 さやか?, Ueshima Sayaka)
Doppiata da: Akeno Watanabe (ed. giapponese), Barbara Villa (ed. italiana)
Compagna di scuola di Erika e Tsubomi, ama il calcio, ma ha un crollo perché la squadra della scuola non accetta le ragazze. Successivamente, decide di formare una squadra di calcio femminile.
Tatsuya Otsuka (大塚 たつや?, Otsuka Tatsuya), Yasuhiko Kaga (加賀 やすひこ?, Kaga Yasuhiko), Kazuya Yoshida (吉田 かずや?, Yoshida Kazuya) & Daiki Nishihara (西原 大輝?, Nishihara Daiki)
Doppiati da: Naoki Mizutani, Ryō Iwasaki, Chado Horī e Daisuke Ono (ed. giapponese), Niccolò Guidi / ? (ep. 7), ?, ? e ? (ed. italiana)
Sono dei compagni di classe di Erika e Tsubomi. Daiki gioca nella squadra di calcio.
Mao Ogasawara (小笠原 まお?, Ogasawara Mao) & Ayumi Kumazawa (熊沢 あゆみ?, Kumazawa Ayumi)
Doppiate da: Shiho Hisajima e Tomo Adachi (ed. giapponese), ? e Milvia Bonacini (ed. italiana)
Compagne di scuola di Erika e Tsubomi, sono due ragazze che giocano in coppia a tennis. Sono bravissime, arrivando persino al campionato nazionale.
Akira Miura (三浦 あきら?, Miura Akira)
Doppiato da: Reiko Kiuchi (ed. giapponese), Maura Cenciarelli (ed. italiana)
Compagno di classe di Erika e Tsubomi, gioca a baseball. Suo padre gestisce due ristoranti di ramen, conosciuti come Miura Ramen: uno si trova a Kibōgahana e l'altro in una città vicina.
Masato Sakai (酒井 まさと?, Sakai Masato)
Doppiato da: Miki Nagasawa (ed. giapponese), Antonella Baldini (ed. italiana)
Compagno di classe di Erika e Tsubomi, è molto bravo nel kung fu, che insegna al fratellino Yoshito.
Azusa Takagishi (高岸 あずさ?, Takagishi Azusa)
Doppiata da: Fumiko Orikasa (ed. giapponese), Perla Liberatori (ed. italiana)
Compagna di scuola di Erika e Tsubomi, fa la presidentessa del club del teatro e vuole diventare un'attrice professionista. Inizialmente è molto severa con tutti i membri del club, ma poi capisce che deve ascoltare anche il parere degli altri.
Kenji Ban (番 ケンジ?, Ban Kenji)
Doppiato da: Ryōtarō Okiayu (ed. giapponese), Daniele Raffaeli (ed. italiana)
Compagno di classe di Tsubomi ed Erika, per il suo aspetto aggressivo i compagni di scuola credono che sia il potente leader di una banda di delinquenti: in realtà è un ragazzo gentile che ama disegnare manga e vorrebbe farne la sua professione; teme, tuttavia, di deludere la madre Keiko qualora dovesse scoprirlo. La donna, però, quando lo viene a sapere, decide di appoggiare il figlio. Adora le Pretty Cure e inventa sempre nuove storie con loro come protagoniste.
Aya Mizushima (水島 アヤ?, Mizushima Aya)
Doppiata da: Ryōko Shiraishi (ed. giapponese), Letizia Ciampa (ed. italiana)
Compagna di scuola di Erika e Tsubomi, fa la presidentessa del club di giardinaggio ed è molto goffa ed emotiva; porta gli occhiali. Ammira Kaoruko, la nonna di Tsubomi, e, grazie all'intermediazione di quest'ultima, ottiene un colloquio con la donna, chiedendole dei consigli su come prendersi cura bene delle piante perché riesce solo a farle appassire, pur impegnandosi con tutta se stessa.
Yuki Hayashi (林 ゆうき?, Hayashi Yūki)
Doppiato da: Ai Orikasa (ed. giapponese), Davide Garbolino (ed. italiana)
Compagno di scuola di Erika e Tsubomi, il suo sogno è andare da Tokyo a Kyoto in bicicletta durante le vacanze estive, ma si ferisce alla gamba verso la fine del viaggio ed è costretto a terminarlo prendendo l'autobus. All'inizio mente dicendo di aver davvero fatto tutto il percorso in bicicletta, ma alla fine, sentendosi in colpa, confessa la verità.
Hideo Saitani (才谷 秀雄?, Saitani Hideo)
Doppiato da: Daisuke Sakaguchi (ed. giapponese), Davide Albano (ed. italiana)
Uno studente brillante, è sempre dietro a Yuri nelle graduatorie dei test, e per questo la invidia.
Gou Sugiyama (杉山 ごう?, Sugiyama Gō)
Doppiato da: Masami Suzuki (ed. giapponese), Barbara Villa (ed. italiana)
Compagno di scuola di Erika e Tsubomi, è il presidente del club di cinema.
Aya Ikeda (池田 彩?, Ikeda Aya) & Mayu Kudō (工藤 真由?, Kudō Mayu)
Doppiate da: Aya Ikeda e Mayu Kudō (ed. giapponese), Noemi Smorra e Viviana Ullo (ed. italiana, anche le canzoni)
Compagne di scuola di Erika e Tsubomi, sono due ragazze che fanno parte del club di musica come cantanti. Sono molto timide, infatti hanno paura a salire sul palco e cantare. I due personaggi sono un omaggio alle omonime cantanti giapponesi esistenti, interpreti delle sigle originali della serie.
Hifumi Sato (佐藤 一二三?, Satō Hifumi)
Doppiato da: Ryō Naitō (ed. giapponese), Paolo Vivio (ed. italiana)
Il successore di Itsuki al ruolo di presidente del consiglio studentesco, attualmente fa il vice ma vuole la carica per diventare popolare e conquistare le ragazze. Quando Itsuki scopre i suoi motivi egoistici, Hifumi cade in depressione ma tutto si sistema.
Mitsuru Nakano (中野 みつる?, Nakano Mitsuru)
Doppiato da: Mie Sonozaki (ed. giapponese), Gaia Bolognesi (ed. italiana)
È un vecchio amico d'infanzia di Tsubomi, segretamente innamorato della ragazza e dispiaciuto del fatto che si sia trasferita. Vive a Kamakura e pratica il kendō.
Rumi Shiku (志久 るみ?, Shiku Rumi)
Doppiata da: Sakiko Tamagawa (ed. giapponese), Chiara Oliviero (ep. 14, 16) / Valentina Pallavicino (ep. 39, 41) (ed. italiana)
La sorellina di Nanami, frequenta l'asilo nido. Essendo molto piccola, non ricorda quasi nulla della madre morta e vorrebbe saperne di più su di lei perché ne sente la mancanza. È amica di Haruka, con cui gioca nel parco. Diventa molto amica di Chypre, Coffret e Potpourri che considera dei pupazzi.
Haruka (はるか?, Haruka)
Doppiata da: Yūko Minaguchi (ed. giapponese), Chiara Oliviero (ed. italiana)
Un'amica di Rumi, con cui gioca nel parco. Diventa molto amica di Chypre, Coffret e Potpourri che considera dei pupazzi.
Hayato (ハヤト?, Hayato)
Doppiato da: Megumi Urawa (ed. giapponese), Gabriele Patriarca (ed. italiana)
È un ragazzino che conosce Yuri sin da piccolo, con cui è cresciuto e di cui si è innamorato. Lei lo considera come un fratellino, e lui ci soffre, dato che è più piccolo. Vive nello stesso condominio di Yuri.

## Oggetti magici
Profumo del Cuore (ココロパフューム?, Kokoro Pafyūmu)
È l'oggetto utilizzato da Tsubomi ed Erika per trasformarsi, inserendo al suo interno i Semi delle Pretty Cure forniti da Chypre e Coffret. Nell'edizione italiana è anche il nome dell'oggetto utilizzato da Itsuki per trasformarsi, inserendo al suo interno il Seme delle Pretty Cure fornito da Potpourri, che in originale si chiama Shiny Perfume (シャイニーパフューム?, Shainī Pafyūmu).
Semi del Cuore (こころの種?, Kokoro no Tane)
Sono dei piccoli oggetti, nati attraverso i folletti dai sentimenti delle persone quando il loro Fiore del Cuore viene ristabilito. Vengono raccolti nel Porta Semi del Cuore e servono per far rivivere l'Albero del Cuore. Possono ridonare le forze. Ogni seme ha un potere diverso e, se inserito nel Profumo, aumenta alcune abilità delle Pretty Cure.
Porta Semi del Cuore (ココロポット?, Kokoro Potto)
È il contenitore dei Semi del Cuore. Si dice che, una volta pieno, un miracolo farà rivivere l'Albero del Cuore. In seguito viene usato da Yuri per trasformarsi di nuovo in Pretty Cure.
Scettro Flower (フラワータクト?, Furawā Takuto, Flower Tact)
Sono le armi di purificazione delle Pretty Cure. Cure Blossom possiede lo Scettro Blossom (ブロッサムタクト?, Burossamu Takuto, Blossom Tact), Cure Marine ha lo Scettro Marine (マリンタクト?, Marin Takuto, Marine Tact) e Cure Moonlight ha lo Scettro Moonlight (ムーンタクト?, Mūn Takuto, Moon Tact). Anche Dark Pretty Cure ne detiene uno, lo Scettro Dark (ダークタクト?, Dāku Takuto, Dark Tact).
Tamburello Shine (シャイニータンバリン?, Shainī Tanbarin, Shiny Tambourine)
È l'arma di Cure Sunshine ed è a forma di tamburello.
Cure Fruit Mix (キュアフルミックス?, Kyua Furu Mikkusu, Cure Full Mix)
Sono delle bottigliette utilizzate per nutrire Chypre, Coffret e Potpourri.
Heartscope (ハートスコープ?, Hātosukōpu)
È una lente d'ingrandimento a forma di cuore usata dai folletti per guardare le condizioni di salute del Fiore del Cuore all'interno del Desertrian.
Bracciale Oscuro (ダークブレスレット?, Dāku Buresuretto, Dark Bracelet)
È un guanto donato dal Professor Sabaku ai suoi tre generali in grado di potenziare il Desertrian, rendendolo più violento e controllabile dall'interno.
Miraggio HeartCatch (ハートキャッチミラージュ?, Hātokyatchi Mirāju, HeartCatch Mirage)
È un portagioie dotato di uno specchio, molto potente che permette di vedere i Fiori del Cuore delle persone e teletrasportarsi direttamente all'Albero del Cuore. Viene custodito nel Palazzo delle Pretty Cure e coloro che vogliono entrarne in possesso devono sostenere una dura prova. Dona un grande potere a chi lo conquista e le Pretty Cure lo ottengono dopo essere state sottoposte alla prova dell'Albero del Cuore; inoltre permette la trasformazione in Super Silhouette. È stato utilizzato anche da Cure Flower quando era attiva come guerriera.

## Trasformazioni e attacchi

### Cure Blossom
- Trasformazione: Tsubomi usa il Profumo del Cuore e il Seme delle Pretty Cure di Chypre per trasformarsi e, diventata Cure Blossom, si presenta al nemico.

- Onda Impetuosa Rosa (ピンク・フォルテ・ウェイブ?, Pinku Forute Ueibu, Pink Forte Wave): è l'attacco di Cure Blossom con lo Scettro Blossom. La Pretty Cure, agitando lo scettro, crea un fiore di ciliegio che scaglia sul nemico, purificandolo.

- Blossom Shower (ブロッサム・シャワー?, Burossamu Shawā): crea un cerchio di fiori rosa e lo scaglia contro il nemico.
- Blossom Flower Storm (ブロッサム・フラワーストーム?, Burossamu Furawā Sutōmu): crea un tornado di petali rosa.
- Blossom Impact: nell'adattamento italiano, è il nome di due attacchi distinti nella versione originale. Il primo è l'effettivo Blossom Impact (ブロッサム・インパクト?, Burossamu Inpakuto), in cui la guerriera concentra il suo potere nel palmo e colpisce il nemico con una luce rosa, mentre il secondo è il Blossom Shoot (ブロッサム・シュート?, Burossamu Shūto), in cui Cure Blossom, unendo le mani, scaglia dei proiettili di luce contro il nemico.
- Blossom Double Impact (ブロッサム・ダブルインパクト?, Burossamu Daburu Inpakuto): una versione potenziata del Blossom Impact. Concentra il suo potere in entrambe le mani e colpisce il nemico con una luce rosa.
- Blossom Screw Punch (ブロッサム・スクリューパンチ?, Burossamu Sukuryū Panchi): raccoglie energia nei pugni e scaglia un raggio contro il nemico.
- Speed Up (スピードアップ?, Supīdo Appu): usa il potere del Seme del Cuore rosso, che la rende più veloce.

- (Cure) Blossom Butt Punch: nell'adattamento italiano, è il nome di due attacchi distinti nella versione originale. Il primo è il Blossom Oshiri Punch (ブロッサム・おしりパンチ?, Burossamu Oshiri Panchi), in cui la guerriera si lancia in aria per colpire il nemico con il sedere, mentre il secondo è il Blossom Zenbu Punch (ブロッサム・ぜんぶパンチ?, Burossamu Zenbu Panchi), in cui Cure Blossom si lancia in aria per colpire il nemico con tutto il corpo. Può utilizzarli solo quando è potenziata dal Seme del Cuore rosso.

### Cure Marine
- Trasformazione: Erika usa il Profumo del Cuore e il Seme delle Pretty Cure di Coffret per trasformarsi e, diventata Cure Marine, si presenta al nemico.

- Onda Impetuosa Blu (ブルー・フォルテ・ウェイブ?, Burū Forute Ueibu, Blue Forte Wave): è l'attacco di Cure Marine con lo Scettro Marine. La Pretty Cure, agitando lo scettro, crea una cosmea che scaglia sul nemico, purificandolo.

- Marine Shoot (マリン・シュート?, Marin Shūto): crea un cerchio di gocce e lo scaglia contro il nemico.
- Marine Impact (マリン・インパクト?, Marin Inpakuto): concentra il potere nel palmo e colpisce il nemico con un raggio blu.
- Marine Dive (マリン・ダイブ?, Marin Daibu): salta in aria e colpisce il nemico.
- Marine Forza Esplosiva (マリン・ダイナマイト?, Marin Dainamaito, Marine Dynamite): alza le mani verso il cielo, creando una sfera di luce blu esplosiva.
- Speed Up (スピードアップ?, Supīdo Appu): usa il potere del Seme del Cuore magenta, che la rende più forte.

- Forehead Punch (おでこパンチ?, Odeko Panchi): concentra la gravità sulla fronte e colpisce il nemico. Può utilizzarlo solo quando è potenziata dal Seme del Cuore magenta.

- Attacco: crea due sfere di energia blu che poi unisce in una sola, lanciandole contro il nemico.

### Cure Sunshine
- Trasformazione: Itsuki usa il Profumo del Cuore e il Seme delle Pretty Cure di Potpourri per trasformarsi e, diventata Cure Sunshine, si presenta al nemico.

- Scoppio Dorato Forte (ゴールド・フォルテ・バースト?, Gōrudo Forute Bāsuto, Gold Forte Burst): è l'attacco di Cure Sunshine con il Tamburello Shine. La Pretty Cure, agitando il tamburello, crea una tempesta di girasoli che scaglia sul nemico, purificandolo.

- Sunflower Protection: nell'adattamento italiano, è il nome di due attacchi distinti nella versione originale. Il primo è il Sunflower Aegis (サンフラワー・イージス?, Sanfurawā Ījisu), in cui la guerriera crea una barriera di protezione a forma di girasole che rispedisce l'attacco al nemico, mentre il secondo è l'effettivo Sunflower Protection (サンフラワー・プロテクション?, Sanfurawā Purotekushon), in cui la barriera serve solo come scudo e non rimanda indietro il colpo dell'avversario.
- Sunflower Protection Sunshine Impact: nell'adattamento italiano, è il nome di due attacchi distinti nella versione originale. Il primo è il Sunflower Aegis Sunshine Impact (サンフラワー・イージス・サンシャイン・インパクト?, Sanfurawā Ījisu Sanshain Inpakuto), in cui la guerriera crea, insieme a Potpourri, una barriera di protezione a forma di girasole, dal quale si sprigiona un raggio che colpisce il nemico, mentre il secondo è il Sunflower Aegis Impact (サンフラワー・イージス・インパクト?, Sanfurawā Ījisu Inpakuto), in cui Cure Sunshine da sola crea una barriera di protezione a forma di girasole che scaglia contro il nemico.
- Sunshine Flash (サンシャイン・フラッシュ?, Sanshain Furasshu): crea un cerchio di luce e lo scaglia contro il nemico.
- Sunshine Forza Esplosiva (サンシャイン・ダイナマイト?, Sanshain Dainamaito, Sunshine Dynamite): crea un'enorme esplosione.
- Attacco: crea una sfera di energia gialla che lancia contro il nemico.
- Attacco: con un gesto della mano, scaglia dei piccoli proiettili di luce contro il nemico.

### Cure Moonlight
- Trasformazione: Yuri usa il Porta Semi del Cuore per trasformarsi e, diventata Cure Moonlight, si presenta al nemico.

- Onda Impetuosa Argento (シルバー・フォルテ・ウェイブ?, Shirubā Forute Ueibu, Silver Forte Wave): è l'attacco di Cure Moonlight con lo Scettro Moonlight. La Pretty Cure, agitando lo scettro, crea una rosa che scaglia sul nemico, purificandolo.

- Potere dei Fiori Fortissimo (フローラル・パワー・フォルテシモ?, Furōraru Pawā Foruteshimo, Floral Power Fortissimo): è l'attacco di Cure Moonlight con lo Scettro Moonlight. È un attacco di solito evocato in coppia, ma Cure Moonlight può utilizzarlo anche da sola. Dopo aver tracciato ƒƒ con lo scettro, la Pretty Cure si trasforma in energia, che trapassa e purifica il nemico.

- Riflesso di Cure Moonlight (ムーンライト・リフレクション?, Mūnraito Rifurekushon, Moonlight Reflection): spara dai palmi delle mani fasci di luce argentata che riflettono l'attacco nemico.
- Moonlight Silver Impact (ムーンライト・シルバー・インパクト?, Mūnraito Shiruba Inpakuto): concentra il suo potere nel palmo della mano e lancia un fascio di energia contro il nemico.
- Attacco: crea dei fasci di luce con lo Scettro Moonlight che lancia contro il nemico.
- Attacco: crea delle sfere di luce che lancia contro il nemico.
- Attacco: crea uno scudo di protezione che blocca il nemico.

### Cure Flower
- Trasformazione: è la frase con cui si presenta Kaoruko dopo essersi trasformata in Cure Flower.

- Attacco: crea una barriera che, trasformata poi in una rete, lancia sul nemico, rimpicciolendolo.
- Flower Candle (フラワー・キャンドル?, Furawā Kyandoru): usa un petalo, prima per creare una barriera attorno a sé, poi per creare un cerchio magico con il simbolo di un fiore sotto il nemico, facendolo ruotare.

- Flower Carnival (フラワー・カーニバル?, Furawā Kānibaru): lancia numerosi petali di fiore sul nemico e genera delle proiezioni di se stessa, attaccando il nemico tramite il Desertrian di cui è riuscita a prendere il controllo.

- Holy Shower (ホーリー・シャワー?, Hōrī Shawā): attacco utilizzato da Cure Flower nel capitolo 12 del manga.
- Flower Impact (フラワー・インパクト?, Furawā Inpakuto): attacco utilizzato da Cure Flower nel capitolo 12 del manga.

### Dark Pretty Cure
- Onda Impetuosa Oscura (ダーク・フォルテ・ウェイブ?, Dāku Forute Ueibu, Dark Forte Wave): è l'attacco di Dark Pretty Cure con lo Scettro Dark. La Pretty Cure, agitando lo scettro, crea un fiore, che scaglia sull'avversario.

- Potere Oscuro Fortissimo (ダーク・パワー・フォルテシモ?, Dāku Pawā Foruteshimo, Dark Power Fortissimo): è l'attacco di Dark Pretty Cure con lo Scettro Dark. Dopo aver tracciato ƒƒ con lo scettro, si trasforma in energia, scagliandosi sull'avversario.

### In gruppo
- Presentazione: è la frase di presentazione di gruppo delle Pretty Cure una volta conclusasi la trasformazione.

- Potere dei Fiori Fortissimo (フローラル・パワー・フォルテシモ?, Furōraru Pawā Foruteshimo, Floral Power Fortissimo): è l'attacco eseguito in coppia da Cure Blossom e Cure Marine o Cure Sunshine e Cure Moonlight. Le Pretty Cure, dopo aver tracciato ƒƒ con lo scettro, si trasformano in energia, trapassando e purificando il nemico. Nell'episodio 48, l'attacco viene eseguito in coppia da Cure Marine e Cure Sunshine e da Cure Blossom e Cure Moonlight.

[Blossom] ブロッサムタクト！ (Blossom Tact!)

[Marine] マリンタクト！ (Marine Tact!)

[Blossom] Scettro Blossom!

[Marine] Scettro Marine!

- Speed Up (スピードアップ?, Supīdo Appu): Cure Blossom e Cure Marine usano il potere del Seme del Cuore rosso, che le rende più veloci.

- Shining Fortissimo (シャイニング・フォルテシモ?, Shainingu Foruteshimo): è l'attacco combinato di Cure Blossom, Cure Marine e Cure Sunshine. Cure Blossom e Cure Marine evocano il Potere dei Fiori Fortissimo che, attraversando lo Scoppio Dorato Forte di Cure Sunshine, diventa dorato.

[Blossom, Marine] 集まれ、二つの花の力よ！ プリキュア・フローラル・パワー・フォルテシモ！ (Radunati, potere dei due fiori! Pretty Cure Flower Power Fortissimo!)

[Sunshine] プリキュア・シャイニング⋯！ (Pretty Cure Shining…!)

[Blossom, Marine] E ora, radunati, doppio potere dei fiori! Pretty Cure Potere dei Fiori Fortissimo!

[Sunshine] Pretty Cure Shining…!

- Attacco Congiunto (ダブル・シュート?, Daburu Shūto, Double Shoot): Cure Marine e Cure Blossom creano rispettivamente delle sfere d'energia blu e rosa e le lanciano contro il nemico.

- Double Punch (ダブル・パンチ?, Daburu Panchi): Cure Marine e Cure Blossom saltano in aria, colpendo il nemico con un pugno.

- Forza Esplosiva / Big Explosion (大爆発?, Dai Bakuhatsu): Cure Marine e Cure Blossom si prendono per mano e creano una grande esplosione. Nell'episodio 47, Cure Sunshine e Cure Marine usano questo attacco insieme.

- Impact (インパクト?, Inpakuto): Cure Sunshine, Cure Blossom e Cure Marine, con l'aiuto di Potpourri, raccolgono i propri poteri sui palmi delle mani e creano una grande esplosione sul nemico.

- Double Impact (ダブル・インパクト?, Daburu Inpakuto): Cure Blossom e Cure Sunshine colpiscono il nemico con un pugno dall'alto.

- Christmas Impact (クリスマス・インパクト?, Kurisumasu Inpakuto): è un attacco simile all'Impact che viene utilizzato nell'episodio 44, in occasione della vigilia di Natale. Cure Blossom e Cure Marine si prendono per mano, formando un grande cuore con le braccia, che viene scagliato sul nemico.

- Quad Punch (身体パンチ?, Karada Panchi, Karada Punch): le Pretty Cure si lanciano in aria per colpire il nemico con il corpo.

- Double Punch (ダブル身体パンチ?, Daburu Karada Panchi, Double Karada Punch): Cure Blossom e Cure Marine si lanciano in aria per colpire il nemico con il corpo. Nella versione italiana è stato erroneamente adattato con lo stesso nome del Double Punch, in cui le due guerriere colpiscono il nemico solo con un pugno.

- Trasformazione (Super Silhouette (スーパー・シルエット?, Sūpā Shiruetto)): è la trasformazione delle Pretty Cure in Super Silhouette con il Miraggio HeartCatch e il Seme del Cuore potenziato, eseguita per la prima volta nell'episodio 38. Gli abiti di tutte le guerriere diventano bianchi.

- HeartCatch Orchestra (ハートキャッチ・オーケストラ?, Hātokyatchi Ōkesutora): è l'attacco delle Super Pretty Cure con il Miraggio HeartCatch, utilizzato per la prima volta nell'episodio 38. Dopo aver inserito il Seme del Cuore potenziato nel Miraggio HeartCatch, le Pretty Cure evocano la Super Silhouette che, avvolta da petali di fiori, purifica il nemico.

- Attacco: Cure Blossom e Cure Moonlight, nell'episodio 48, si prendono per mano e creano un cuore rosa da cui esce un raggio del medesimo colore che colpisce il nemico.
- Trasformazione (Infinita Silhouette (無限シルエット?, Mugen Shiruetto)): è la trasformazione dell'Infinita Silhouette, unione delle Pretty Cure e folletti, eseguita nell'episodio 49.

- Kobushi Punch (こぶしパンチ?, Kobushi Panchi): è l'attacco dell'Infinita Silhouette. La grande Pretty Cure, avvolta da petali di fiori, concentra il suo potere su un pugno, che viene scagliato contro il nemico, purificandolo.

## Luoghi
Albero del Cuore (こころの大樹?, Kokoro no Taiju)
Doppiato da: Hiromi Tsuru (ed. giapponese), Alessandra Grado (ed. italiana)
È l'albero che controlla i Fiori del Cuore delle persone, mantiene l'equilibrio nel mondo e dal quale provengono i folletti. Le Pretty Cure lo devono proteggere, tramite la raccolta di Semi del Cuore che gli ridonano forza, dai Messaggeri del Deserto che vogliono farlo avvizzire. Fluttua nel cielo circondato da uno scudo di nuvole.
Pianeta Castello (惑星城?, Wakusei-jō)
È il luogo in cui dimora Dune.
Palazzo delle Pretty Cure (プリキュアパレス?, Purikyua Paresu, Pretty Cure Palace)
È il palazzo delle Pretty Cure. L'accesso si trova all'interno del giardino botanico e la sua chiave, un Seme del Cuore arancio, è custodita da Potpourri. Al suo interno sono esposte le statue di tutte le Pretty Cure, erette dopo che queste hanno superato la prova per conquistare il Miraggio HeartCatch.
Kibōgahana (希望ヶ花市?, Kibōgahana-shi)
È la città dove vivono Tsubomi, Erika, Itsuki e Yuri.
HANASAKI Flower SHOP (ＨＡＮＡＳＡＫＩ フラワー ＳＨＯＰ?, HANASAKI Furawā SHOP)
È il negozio di fiori dei genitori di Tsubomi.
Fairy Drop
È il negozio di vestiti e accessori della mamma di Erika.
Accademia Myōdō (明堂学園?, Myōdō Gakuen)
È la scuola frequentata da Tsubomi, Erika, Itsuki e Yuri, il cui preside è il nonno di Itsuki. Comprende sia le medie che le superiori.
Kamakura (鎌倉?, Kamakura)
È la città dove viveva Tsubomi prima di trasferirsi a Kibōgahana, a casa di sua nonna.

## Episodi

### Sigle
La sigla originale di apertura e la seconda di chiusura sono composte da Hideaki Takatori, mentre la prima di chiusura da marhy; i testi sono di Sumiyo Mutsumi. La sigla italiana, invece, con testo di Valerio Gallo Curcio, segue lo stesso arrangiamento della sigla di testa giapponese, sia in apertura che in chiusura; a partire dall'episodio 35, tuttavia, il testo della sigla di chiusura varia, mantenendo la medesima base musicale.
Sigla di apertura
- Alright! HeartCatch Precure! (Ａｌｒｉｇｈｔ！ハートキャッチプリキュア！?), cantata da Aya Ikeda

Sigla di chiusura
- HeartCatch☆Paradise! (ハートキャッチ☆パラダイス！?), cantata da Mayu Kudō (ep. 1-24)
- Tomorrow Song ~Ashita no uta~ (Ｔｏｍｏｒｒｏｗ Ｓｏｎｇ ～あしたのうた～?), cantata da Mayu Kudō (ep. 25-49)

Sigla di apertura italiana
- Versione italiana di Alright! HeartCatch Precure!, cantata da Noemi Smorra

Sigla di chiusura italiana
- Versione italiana di Alright! HeartCatch Precure!, cantata da Noemi Smorra (ep. 1-34)
- 2ª versione italiana di Alright! HeartCatch Precure!, cantata da Noemi Smorra (ep. 35-49)

Del video della sigla di testa sono state realizzate tre versioni: nella prima compaiono Cure Blossom, Cure Marine e tutti gli altri personaggi, tra i quali Cure Moonlight; nella seconda, oltre a loro, viene mostrata Cure Sunshine in una sola scena; nella terza, viene dato un ruolo maggiore a Cure Sunshine e a Cure Moonlight, essendosi unite alle altre guerriere, e compare parte dell'attacco HeartCatch Orchestra.

### Distribuzione
In Giappone la serie è stata raccolta in una collezione di 16 DVD sia da Marvelous Entertainment che Pony Canyon tra il 16 giugno 2010 e il 18 maggio 2011. Nei primi 15 DVD sono presenti tre episodi, mentre nell'ultimo quattro.
Il 2 novembre e il 7 dicembre 2016 la serie è stata raccolta in due cofanetti Blu-ray.

### Variazioni nell'edizione italiana
- Il cognome di Itsuki, Myōdōin, viene pronunciato /ˈmjodin/ anziché /ˌmjoːˈdoːin/.
- Il cognome di Yuri, Tsukikage, viene pronunciato sostituendo l'occlusiva velare sonora (la g di /gatto/) con una affricata postalveolare sonora (la g di /giorno/).
- Nell'episodio 3, Benvenuta Cure Marine!, Tsubomi, in sogno, respinge il suo salvatore misterioso, affermando che stringendola a sé le impedisce di respirare, mentre in originale teme che il ragazzo si stia spingendo un po' oltre.
- Nell'episodio 7, Il segreto di Itsuki, gli studenti devono leggere e tradurre la versione in lingua latina de Il corvo e la volpe di Fedro, mentre in originale leggono e traducono in giapponese moderno lo Tsurezuregusa di Yoshida Kenkō.
- Nell'episodio 14, La festa della mamma, la valuta nipponica, lo yen, è stata inspiegabilmente modificata nella moneta unica dell'UE, l'euro, nonostante l'ambientazione sia palesemente giapponese e non ci sia mai stata da parte dell'editore italiano volontà di nasconderlo, avendo mantenuto i nomi originali di personaggi, città (Kibōgahana, Kamakura, Tokyo, Kyoto, Hakone[30]), ricorrenze e pietanze (come il ramen[43] o il daifuku[9]) che compaiono di volta in volta durante gli episodi.
- Nell'episodio 15, Moda e arti marziali, Tsubomi, riferendosi a Itsuki, afferma «Ma ogni tanto dovrebbe divertirsi un po'… Non che le arti marziali siano noiose!», mentre in originale dice di provare una sorta di amore per lei, ma, imbarazzata di fronte alla madre della ragazza, aggiunge «Come amica!».
- Nell'episodio 38, L'ultima prova per Cure Blossom, la canzone HEART GOES ON viene sostituita con la versione strumentale di Power of Shine, character song di Itsuki Myōdōin / Cure Sunshine. Stessa cosa accade nell'episodio 48, La trasformazione finale, in cui viene parzialmente sostituita con la colonna sonora della trasformazione delle guerriere.
- Nell'episodio 41, Una maestra da salvare, la canzone Tomorrow Song ~Ashita no uta~ viene sostituita con la sua versione strumentale.

## Film
| Titolo | Prima visione                | Prima visione         |
| Titolo | Giapponese (cinematografica) | Italiano (televisiva) |
| --- | ---------------------------- | --------------------- |
| Eiga Pretty Cure All Stars DX 2 - Kibō no hikari ☆ Rainbow Jewel wo mamore! (映画 プリキュアオールスターズＤＸ２ 希望の光☆レインボージュエルを守れ！?, Eiga Purikyua Ōru Sutāzu DX 2 Kibō no hikari ☆ Reinbō Jueru wo mamore!)                                          | 20 marzo 2010                | –                     |
| HeartCatch Pretty Cure! - Un lupo mannaro a Parigi (映画 ハートキャッチプリキュア！ 花の都でファッションショー⋯ ですか！？?, Eiga Hātokyatchi Purikyua! Hana no miyako de fashion show… desu ka!, Eiga HeartCatch Precure! - Hana no miyako de fashion show… desu ka!?) | 30 ottobre 2010              | 8 settembre 2013      |
| Eiga Pretty Cure All Stars DX 3 - Mirai ni todoke! Sekai wo tsunagu ☆ Niji-iro no hana (映画 プリキュアオールスターズＤＸ３ 未来にとどけ！世界をつなぐ☆虹色の花?, Eiga Purikyua Ōru Sutāzu DX 3 Mirai ni todoke! Sekai wo tsunagu ☆ Niji-iro no hana)                   | 19 marzo 2011                | –                     |
| Eiga Pretty Cure All Stars New Stage - Mirai no tomodachi (映画 プリキュアオールスターズＮｅｗＳｔａｇｅ みらいのともだち?, Eiga Purikyua Ōru Sutāzu New Stage Mirai no tomodachi)                                                                                      | 17 marzo 2012                | –                     |
| Eiga Pretty Cure All Stars New Stage 2 - Kokoro no tomodachi (映画 プリキュアオールスターズＮｅｗＳｔａｇｅ２ こころのともだち?, Eiga Purikyua Ōru Sutāzu New Stage 2 Kokoro no tomodachi)                                                                              | 16 marzo 2013                | –                     |
| Eiga Pretty Cure All Stars New Stage 3 - Eien no tomodachi (映画 プリキュアオールスターズＮｅｗＳｔａｇｅ３ 永遠のともだち?, Eiga Purikyua Ōru Sutāzu New Stage 3 Eien no tomodachi)                                                                                    | 15 marzo 2014                | –                     |
| Eiga Pretty Cure All Stars - Haru no carnival♪ (映画 プリキュアオールスターズ 春のカーニバル♪?, Eiga Purikyua Ōru Sutāzu Haru no kānibaru♪) | 14 marzo 2015                | –                     |
| Eiga Pretty Cure All Stars - Minna de utau♪ Kiseki no mahō! (映画 プリキュアオールスターズ みんなで歌う♪奇跡の魔法！?, Eiga Purikyua Ōru Sutāzu Minna de utau♪ Kiseki no mahō!)                                                                                         | 19 marzo 2016                | –                     |
| Eiga HUGtto! Pretty Cure ♡ Futari wa Pretty Cure - All Stars Memories (映画 ＨＵＧっと！プリキュア♡ふたりはプリキュア オールスターズメモリーズ?, Eiga HUGtto! Purikyua ♡ Futari wa Purikyua Ōru Sutāzu Memorīzu)                                                        | 27 ottobre 2018              | –                     |
| Eiga Tropical-Rouge! Pretty Cure - Yuki no princess to kiseki no yubiwa! (映画 トロピカル～ジュ！プリキュア 雪のプリンセスと奇跡の指輪！?, Eiga Toropikaru~ju! Purikyua Yuki no purinsesu to kiseki no yubiwa!)                                                         | 23 ottobre 2021              | –                     |
| Eiga Pretty Cure All Stars F (映画 プリキュアオールスターズＦ?, Eiga Purikyua Ōru Sutāzu F) | 15 settembre 2023            | –                     |

## Manga
Il manga di HeartCatch Pretty Cure!, disegnato da Futago Kamikita, è stato serializzato sulla rivista Nakayoshi di Kōdansha da marzo 2010 a febbraio 2011. I tredici capitoli, di cui l'ultimo pubblicato solo nel mook, adattano in formato cartaceo l'anime, pur con qualche differenza. Il primo mook, contenente i sette capitoli che vanno dall'inizio della storia all'arrivo di Cure Sunshine, è stato pubblicato il 20 luglio 2010, mentre il secondo, contenente i restanti otto capitoli e il primo di Suite Pretty Cure♪, è stato pubblicato il 4 febbraio 2011. La serie è stata raccolta in un tankōbon il 6 febbraio 2015.
| Nº                          | Titolo italiano Giapponese 「Kanji」 - Rōmaji - Traduzione letterale | Data di prima pubblicazione            | Data di prima pubblicazione |
| Nº                          | Titolo italiano Giapponese 「Kanji」 - Rōmaji - Traduzione letterale | Giapponese                             |                             |
| Mook (2 volumi)             | |                                        |                             |
| 1                           | HeartCatch Precure!: O hanashi book! Marugoto Cure Sunshine! 「ハートキャッチプリキュア！ おはなしブック！ まるごとキュアサンシャイン！」 - Hātokyatchi Purikyua! O hanashi bukku! Marugoto Kyua Sanshain! – "HeartCatch Pretty Cure!: Il racconto! Insieme a Cure Sunshine!" | 20 luglio 2010 ISBN 978-4-06-379477-9  |                             |
| 2                           | Suite Precure♪ & HeartCatch Precure!: O hanashi book! 「スイートプリキュア♪ ＆ ハートキャッチプリキュア！ おはなしブック！」 - Suīto Purikyua♪ & Hātokyatchi Purikyua! O hanashi bukku! – "Suite Pretty Cure♪ & HeartCatch Pretty Cure!: Il racconto!"                        | 4 febbraio 2011 ISBN 978-4-06-389532-2 |                             |
| Edizione Wide KC (1 volume) | |                                        |                             |
| Unico                       | HeartCatch Precure! 「ハートキャッチプリキュア！」 - Hātokyatchi Purikyua! | 6 febbraio 2015 ISBN 978-4-06-337821-4 |                             |

### Altre pubblicazioni
Il 17 settembre 2015 è stato pubblicato un romanzo scritto da Takashi Yamada e illustrato da Yoshihiko Umakoshi con ISBN 978-4-06-314874-9 che racconta in dettaglio le circostanze in cui Yuri è diventata una Pretty Cure, la nascita di Dark Pretty Cure e il legame tra lei e Cure Moonlight fino alla battaglia contro i Messaggeri del Deserto.

## CD e videogiochi
Durante il corso della serie sono stati pubblicati diversi CD e raccolte, sia di brani musicali che di colonna sonora, da Marvelous Entertainment. I videogiochi, invece, sono stati distribuiti da Bandai.
| Nº | Titolo CD | Numero tracce | Data uscita      |
| -- | --- | ------------- | ---------------- |
| 1  | Alright! HeartCatch Precure! / HeartCatch☆Paradise! (Ａｌｒｉｇｈｔ！ハートキャッチプリキュア！／ハートキャッチ☆パラダイス！?)                                                  | 4             | 17 marzo 2010    |
| 2  | Tsu.Bo.Mi ~Future Flower~ / Special*Colorful (つ.ぼ.み ～Ｆｕｔｕｒｅ Ｆｌｏｗｅｒ～／スペシャル＊カラフル?)                                                                    | 4             | 21 aprile 2010   |
| 3  | HeartCatch Precure! - Original Soundtrack 1: Precure Sound Forte Wave!! (ハートキャッチプリキュア！ オリジナル・サウンドトラック１ プリキュア・サウンド・フォルテウェイブ！！?) | 33            | 9 giugno 2010    |
| 4  | HeartCatch Precure! - Vocal Album 1: ~Daichi to umi to hi to tsuki to~ (ハートキャッチプリキュア！ ボーカルアルバム１ ～大地と海と陽と月と～?)                                  | 12            | 22 luglio 2010   |
| 5  | Tomorrow Song ~Ashita no uta~ / HEART GOES ON (Ｔｏｍｏｒｒｏｗ Ｓｏｎｇ ～あしたのうた～／ＨＥＡＲＴ ＧＯＥＳ ＯＮ?)                                                           | 4             | 8 settembre 2010 |
| 6  | Power of Shine / MOON ~Gekkō~ ATTACK (Ｐｏｗｅｒ ｏｆ Ｓｈｉｎｅ／ＭＯＯＮ ～月光～ ＡＴＴＡＣＫ?)                                                                              | 4             | 27 ottobre 2010  |
| 7  | HeartCatch Precure! - Original Soundtrack 2: Precure Sound Burst!! (ハートキャッチプリキュア！ オリジナル・サウンドトラック２ プリキュア・サウンド・バースト！！?)              | 38            | 22 dicembre 2010 |
| 8  | HeartCatch Precure! - Vocal Album 2: ~Irotoridori no hana kotoba~ (ハートキャッチプリキュア！ ボーカルアルバム２ ～いろとりどりの花言葉～?)                                     | 12            | 22 dicembre 2010 |
| 9  | HeartCatch Precure! - Vocal Best (ハートキャッチプリキュア！ ボーカルベスト?)                                                                                                   | 15            | 16 febbraio 2011 |
| 10 | Precure Vocal Best BOX (プリキュア ボーカルベストＢＯＸ?) | 240           | 4 settembre 2013 |
| 11 | Precure Colorful Collection: Lovely♥Pink (プリキュアカラフルコレクション ラブリー♥ピンク?)                                                                                      | 33            | 17 dicembre 2014 |
| 12 | Precure Colorful Collection: Kirakira☆Citrus (プリキュアカラフルコレクション キラキラ☆シトラス?)                                                                                | 27            | 17 dicembre 2014 |
| 13 | Precure Colorful Collection: Twinkle♦Blue (プリキュアカラフルコレクション トゥインクル♦ブルー?)                                                                                 | 29            | 17 dicembre 2014 |
| 14 | Precure Opening Theme Collection 2004~2016 (プリキュア オープニングテーマコレクション２００４～２０１６?)                                                                       | 15            | 3 agosto 2016    |
| 15 | Precure Ending Theme Collection 2004~2016 (プリキュア エンディングテーマコレクション２００４～２０１６?)                                                                        | 25            | 25 gennaio 2017  |
| 16 | HeartCatch Precure! - Memorial Album (ハートキャッチプリキュア！ メモリアルアルバム?)                                                                                           | 28            | 27 ottobre 2021  |

| Nº | Titolo videogioco                                                                         | Piattaforma | Data uscita      |
| -- | ----------------------------------------------------------------------------------------- | ----------- | ---------------- |
| 1  | Oshare ni henshin★ HeartCatch Precure! (おしゃれにへんしん★ ハートキャッチプリキュア！?)  | Sega Beena  | 22 luglio 2010   |
| 2  | HeartCatch Precure!: Oshare Collection (ハートキャッチプリキュア！ おしゃれコレクション?) | Nintendo DS | 5 agosto 2010    |
| 3  | Koe de asobou: HeartCatch Precure! (こえであそぼう ハートキャッチプリキュア！?)           | Nintendo DS | 11 novembre 2010 |

## Trasmissioni e adattamenti nel mondo
HeartCatch Pretty Cure! è stato trasmesso, oltre che in Giappone e in Italia, anche in diversi Paesi in tutto il mondo.
| Stato         | Rete televisiva / piattaforma streaming | Data 1ª TV/streaming           |
| ------------- | --------------------------------------- | ------------------------------ |
| Albania       | Bang Bang                               | 2017                           |
| Corea del Sud | Champ TV, Anione TV, AniBox             | 17 luglio – 12 dicembre 2012   |
| Grecia        | Smile TV                                | 7 settembre – 8 ottobre 2020   |
| Hong Kong     | TVB                                     | 8 gennaio – 2 luglio 2013      |
| Serbia        | Happy TV                                | luglio 2012                    |
| Taiwan        | YOYO TV                                 | 25 maggio 2012 – 4 maggio 2013 |
| Thailandia    | Modern Nine TV, Cartoon Club Channel    | 21 agosto 2016 – 11 marzo 2017 |

In Corea del Sud le sigle sono cantate in coreano e restano invariate le formule di trasformazione e gli attacchi, ma viene eliminato ogni riferimento al Giappone e cambiano tutti i nomi dei personaggi: Tsubomi è Jin Dal-lae (진달래?), Erika è Choi Ba-da (최바다?), Itsuki è Kang Hae-ra (강해라?) e Yuri è Moon Chae-hee (문채희?).
In Grecia sono stati trasmessi soltanto 24 dei 49 episodi totali. I nomi dei personaggi vengono mantenuti tutti quelli originali, traducendo per metà soltanto quelli da Pretty Cure: Cure του Ανθού (lett. "Cure del Bocciolo") per Cure Blossom, Cure της Θάλασσας (lett. "Cure del Mare") per Cure Marine, Cure του Ήλιου (lett. "Cure del Sole") per Cure Sunshine, Cure του Φεγγαριού (lett. "Cure della Luna") per Cure Moonlight e Cure των Λουλουδιών (lett. "Cure dei Fiori") per Cure Flower. Le sigle sono cantate in greco e le trasformazioni e gli attacchi sono tradotti.
L'adattamento adottato a Taiwan, in cinese, rende la parola Cure con il carattere 天使S (Tiānshǐ), che significa "Angelo", nei nomi delle protagoniste, e con i caratteri 光之美少女 甜蜜天使！S (Guāng zhīměi shàonǚ tiánmì tiānshǐ!, lett. "Ragazze della Luce dolci angeli!") il titolo della serie. Gli episodi, oltre ad essere doppiati, sono anche sottotitolati e traducono solamente la prima sigla di chiusura in mandarino; le trasformazioni e gli attacchi sono tradotti. A Hong Kong, i nomi presentano gli stessi ideogrammi degli originali, ma cambia la pronuncia, e trasformazioni e attacchi sono tradotti.
In Thailandia, l'adattamento conserva i nomi originali, anche i suffissi onorifici giapponesi come -chan e -san. Il doppiaggio non mantiene il labiale dei personaggi, sovrapponendo a volte le voci. Un episodio dura all'incirca 40-43 minuti, per via degli intermezzi pubblicitari.